# Kemi
Kemi este o comună din Finlanda, în Laponia finlandeză, situat pe țărmul Golfului Botnic, la vărsarea râului Kemijoki.

## Descriere
Kemi este cea mai mică municipalitate din provincie.
Situarea sa geografică a determinat o dezvoltare puternică a orașului. Populația orașului a culminat în anii 1960, ajungând la 30.000 de locuitori.
Localitățile vecine ale orașului Kemi sunt Simo și Keminmaa.